# Rätselhafte Rebecca
Rätselhafte Rebecca war eine Heftromanserie des Bastei-Verlags. Die Serie erschien von September 2003 bis Januar 2004.
Seit Mai 2016 ist die Serie in Form einer neuen digitalen Ausgabe im Bastei Lübbe Verlag erhältlich.

## Inhalt
Die Hauptheldin Rebecca von Mora lebt bei ihrer 65 Jahre alten Tante Betty (eig. Elisabeth von Mora) und versucht etwas über ihre Vergangenheit herauszufinden. Sie ist 28 Jahre alt und eine junge, abenteuerlustige Reiseschriftstellerin.
Sie kam als Findelkind zu Betty, mitsamt einem silbernen Amulett. Gegenüber Magie ist sie sehr skeptisch eingestellt.

## Titelliste
Alle Romane erschienen unter dem Pseudonym Marisa Parker
| #  | Titel                                |
| -- | ------------------------------------ |
| 01 | Hexenzauber                          |
| 02 | Schatten der Vergangenheit           |
| 03 | Stimmen aus dem Jenseits             |
| 04 | Im Bann des Magiers                  |
| 05 | Das Geheimnis der weißen Lady        |
| 06 | Satans Töchter                       |
| 07 | Ozean der bösen Träume               |
| 08 | Fürstin der Finsternis               |
| 09 | Das Geheimnis des schwarzen Mönchs   |
| 10 | Kalter Hauch der Angst               |
| 11 | Grüße aus dem Totenreich             |
| 12 | Schreckensnächte in Kairo            |
| 13 | Der Fluch der schwarzen Villa        |
| 14 | Angriff der Todesvögel               |
| 15 | Der Ruf der Todesfee                 |
| 16 | Schritte in der Dunkelheit           |
| 17 | Vom Teufel besessen                  |
| 18 | Das Dorf der verfluchten Seelen      |
| 19 | Das Schloss, in dem das Unheil wohnt |
| 20 | Die Insel des Schreckens             |
| 21 | Die Nacht der Wahrheit               |